# Джефферсон (округ, Теннессі)
Шаблон:StateAbbr_ 36°03′ пн. ш. 83°27′ зх. д. / 36.05° пн. ш. 83.45° зх. д.
Округ  Джефферсон (англ. Jefferson County) — округ (графство) у штаті  Теннессі, США. Ідентифікатор округу 47089.

## Історія
Округ утворений 1792 року.

## Демографія
За даними перепису 2000 року загальне населення округу становило 44294 осіб, зокрема міського населення було 11058, а сільського — 33236. Серед мешканців округу чоловіків було 21872, а жінок — 22422. В окрузі було 17155 домогосподарств, 12612 родин, які мешкали в 19319 будинках. Середній розмір родини становив 2,89.
Віковий розподіл населення поданий у таблиці:
| Стать    | До 15 років | 15-21 | 22-29 | 30-39 | 40-49 | 50-65 | 65-85 | Понад 85 |
| -------- | ----------- | ----- | ----- | ----- | ----- | ----- | ----- | -------- |
| Чоловіки | 4333        | 2437  | 2391  | 3335  | 3045  | 3903  | 2263  | 165      |
| Жінки    | 4073        | 2225  | 2376  | 3312  | 3054  | 4107  | 2826  | 449      |

## Суміжні округи
- Ґрейнджер — північ
- Гемблен — північний схід
- Кок — південний схід
- Сев'єр — південь
- Нокс — захід

## Виноски
1. ↑  U.S. Decennial Census. United States Census Bureau. Архів оригіналу за 26 квітня 2015. Процитовано 7 квітня 2015.
2. ↑  Historical Census Browser. University of Virginia Library. Архів оригіналу за 11 серпня 2012. Процитовано 7 квітня 2015.
3. ↑  Forstall, Richard L., ред. (27 березня 1995). Population of Counties by Decennial Census: 1900 to 1990. United States Census Bureau. Архів оригіналу за 21 лютого 2015. Процитовано 7 квітня 2015.
4. ↑  Census 2000 PHC-T-4. Ranking Tables for Counties: 1990 and 2000 (PDF). United States Census Bureau. 2 квітня 2001. Архів оригіналу (PDF) за 18 грудня 2014. Процитовано 7 квітня 2015.
5. ↑  State & County QuickFacts. United States Census Bureau. Архів оригіналу за 7 червня 2011. Процитовано 3 грудня 2013.(англ.) Наведено за англійською вікіпедією.
6. ↑  American FactFinder. Бюро перепису населення США. Архів оригіналу за 21 травня 2008. Процитовано 31 січня 2008.

| США | Це незавершена стаття з географії США. Ви можете допомогти проєкту, виправивши або дописавши її. |